# Найвеличніша історія з коли-небудь розказаних
Найвеличніша історія з коли-небудь розказаних (англ. The Greatest Story Ever Told) — американський фільм 1965 року.

## Сюжет
Фільм про життя Ісуса з моменту народження і до розп'яття, воскресіння і вознесіння. Історія розповідається в традиційному розумінні, згідно з канонічними джерелами, таких як Новий Заповіт. Однак при цьому у фільмі правдоподібно представлений образ Ісуса, як звичайної людини.

## У ролях
| Актор               | Роль                     |
| ------------------- | ------------------------ |
| Макс фон Сюдов      | Ісус Христос             |
| Майкл Андерсон мол. | Яків Праведний           |
| Іна Балін           | Марта з Витанії          |
| Річард Конте        | Варавва                  |
| Джоанна Данхем      | Марія Магдалина          |
| Хосе Феррер         | Ірод Антипа              |
| Чарлтон Гестон      | Іван Хреститель          |
| Мартін Ландау       | Каяфа                    |
| Джанет Марґолін     | Марія з Витанії          |
| Девід МакКаллум     | Юда                      |
| Роберт Лоджа        | Йосип                    |
| Родді МакДауелл     | Матвій                   |
| Дороті МакГуайр     | Діва Марія               |
| Дональд Плезенс     | темний відлюдник, Сатана |
| Сідні Пуатьє        | Симон Киринейський       |
| Клод Рейнс          | Ірод I Великий           |
| Гарі Реймонд        | Петро                    |
| Теллі Савалас       | Понтій Пілат             |
| Джозеф Шілдкраут    | Никодим                  |
| Пол Стюарт          | квестор                  |
| Джон Вейн           | центуріон                |
| Пет Бун             | ангел в гробниці         |